# Puffin Island
Pour les articles homonymes, voir Puffin Island (homonymie).

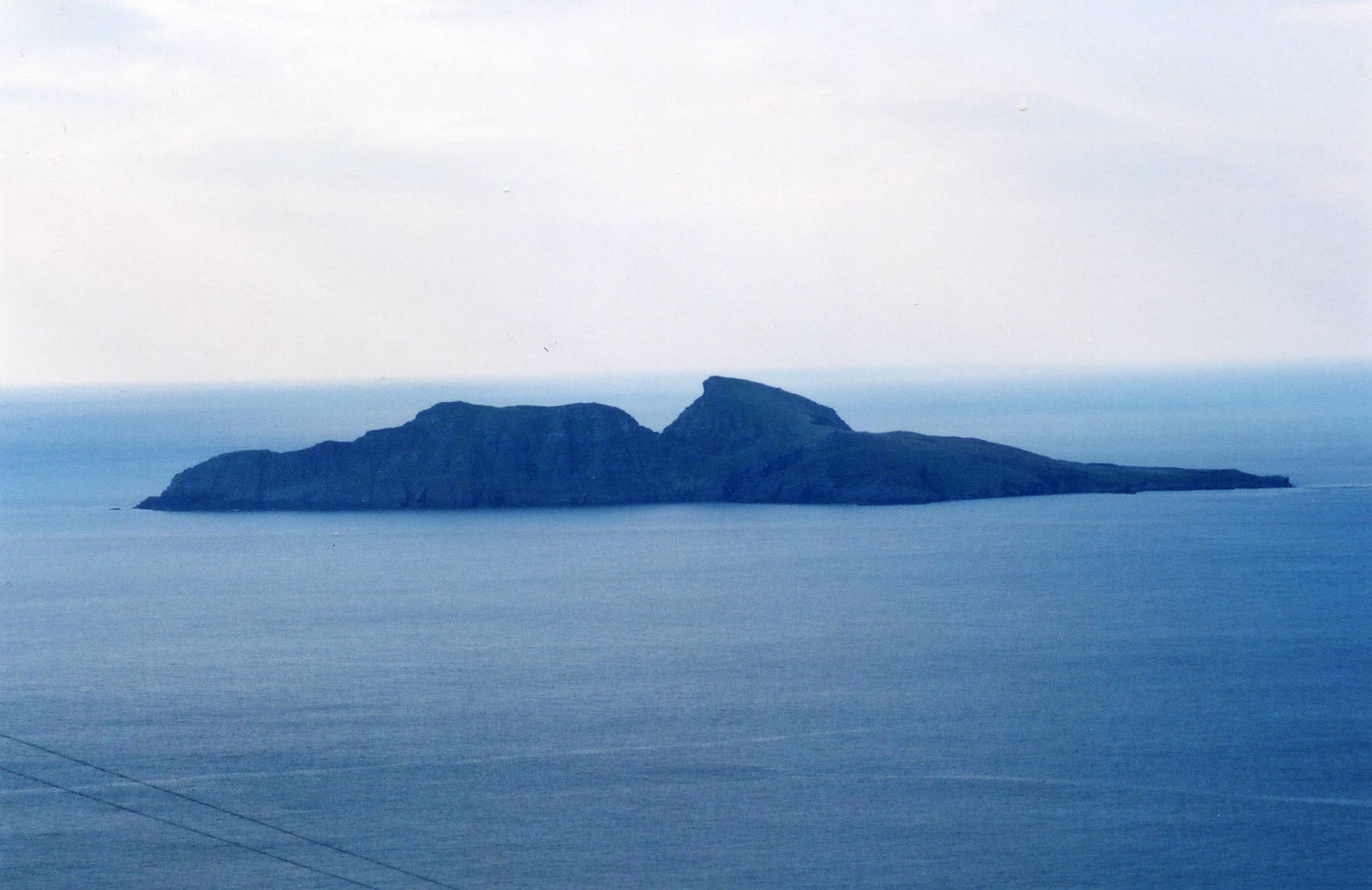
Puffin Island

Puffin Island (en Irlandais Oileán na gCánóg, littéralement île des macareux en français) est une île inhabitée située au bout de la péninsule d'Iveragh dans le comté de Kerry au large de la baie irlandaise de Saint-Finian.

## Présentation
L’île fait à peu près 1,5 km de long sur 700 mètres de large et s’élève jusqu’à 159 mètres d’altitude. Elle est séparée du continent par le détroit de Puffin qui n’est large que de 250 mètres. Elle est surnommée localement l’île chameau à cause de son « profil à deux bosses ».
Puffin Island est une réserve ornithologique depuis 1982 et accueille une importante colonie d’oiseaux de mer, macareux,  puffins des Anglais, océanites tempête.
On a aussi retrouvé sur l’île des signes d’un ancien habitat humain.